# 사우스캐롤라이나 대학교
사우스캐롤라이나 대학교는 미국 사우스캐롤라이나주 컬럼비아에 있는 대학이다.